# Destroi the System
Destroi The System to tytuł kasety demo wydanej przez anarchopunkowy zespół Oi Polloi ze Szkocji. Materiał został wydany metodą DIY w 1985 roku.

## Lista utworów
1. Punx 'N' Skinz
2. Thugs in Uniform
3. Never Give in
4. Minority Authority
5. Boot Down the Door
6. Stop Vivisection Now
7. Skinhead
8. Pigs for Slaughter
9. No Filthy Nuclear Power